# Лоренцо Віла
Лоренцо Віла (алб. Lorenco Vila, нар. 14 грудня 1998, Дуррес) — албанський футболіст, нападник клубу «Динамо» (Тирана) та національної збірної Албанії. Виступав також за клуб «Теута». Чемпіон Албанії, дворазовий володар Кубка Албанії та володар Суперкубка Албанії.

## Клубна кар'єра
Лоренцо Віла народився 1998 року в місті Дуррес, та є вихованцем футбольної школи місцевого клубу «Теута». У 2017 році Віла розпочав виступи в основній команді клубу, в якій грав до 2023 року, взявши участь у 153 матчах чемпіонату. У складі «Теути» футболіст був основним гравцем атакувальної ланки команди, та за час виступів став у її складі чемпіоном Албанії, володарем Кубка Албанії та володарем Суперкубка Албанії.
У 2023 році Віла перейшов до клубу «Динамо» (Тирана). У складі нової команди в сезоні 2024—2025 років футболіст удруге за кар'єру став володарем Кубка Албанії.

## Виступи за збірні
Протягом 2019—2020 років Лоренцо Віла грав у складі молодіжної збірної Албанії. На молодіжному рівні зіграв у 4 офіційних матчах.
У 2022 році Віла зіграв 1 матч у складі національної збірної Албанії.

## Титули і досягнення
- Чемпіон Албанії (1):

«Теута»: 2020–2021
- Володар Кубка Албанії (2):

«Теута»: 2019–2020
«Динамо» (Тирана): 2024–2025
- Володар Суперкубка Албанії (1):

«Теута»: 2020